# 伊東真理 (アナウンサー)
伊東 真理（いとう まり、1976年〈昭和51年〉3月16日 - ）は、オールウェーブ・アソシエツ所属のフリーアナウンサー、元大分放送（OBS）アナウンサー。

## 来歴
大分県大野郡緒方町（現：豊後大野市）出身。血液型はO型。星座はうお座。
大分県立三重高等学校、二松學舍大学文学部国文学科卒業後、1998年大分放送に入社。2006年からは報道部兼務で県政・市政担当記者だった。2008年3月に大分放送を退社し、フリーに転向。
公式ブログでの本人の発言によると、現在は既婚で2児の母。また、2011年4月から2012年12月までインドで暮らしていた。

## 主な出演番組

### フリー転向後
テレビ
- こちら浦安情報局（ジェイコム千葉）
- NEWS サンデー・スコープ （BS-TBS 日曜20:00 - ） リポーター・ナレーター

### 大分放送時代
テレビ
- OBSニュースライン（月 - 水）

ラジオ
- SUNSUNサンデー
- OBSおはなしワールド
- MONDAYテレフォンリクエスト
- ときめきキラメキ金曜日